# 李歐·巴恩斯
李歐·巴恩斯（英語：Leo Barnes）或稱作警長（英語：The Sergeant），是一位虛構的人物和《國定殺戮日》系列的主角之一，由法蘭克·葛里洛飾演。

## 人物
李歐·巴恩斯於《無法無天》初登場時是洛杉磯警察局警長，而在《大選之年》中則變成參議員的保鑣。其個性沉穩、勇敢，對他人充滿警覺心，有時也有些固執；李歐擁有扎實的槍法和搏鬥能力，在《大選之年》中，甚至能開槍打下跟蹤他和查莉的空拍機，並能獨自擊敗受過專業訓練的新納粹傭兵的領導者厄爾·丹澤格。

### 無法無天
在《無法無天》事件的前幾個月，李歐的兒子被一位名為沃倫的男子以醉酒駕駛害死。沃倫儘管被指控醉酒駕駛，但最後仍遭法院無罪釋放，這使得李歐憤怒地打算藉由下一年度的國定殺戮日來復仇。在《無法無天》中，他不顧自己前妻的警告，在身穿防彈衣、攜帶武器、開著一輛加固警車的全副武裝之下，打算至仇人沃倫家中將他殺死；但在過程中，李歐基於同情救了伊娃·桑切斯和凱莉·桑切斯這對母女，以及情侶夏恩和麗絲。最後，李歐不聽凱莉的聽勸，持槍至沃倫家中將槍指著他的頭，原本有機會能為兒子復仇，卻最終選擇放下了手中的槍。放下恩怨的李歐走出沃倫家時，卻遭殺戮者「老爹」偷襲而重傷；在沃倫出來幫忙救他後，李歐則被沃倫、凱莉與伊娃送往醫院。

### 大選之年
在《大選之年》中，李歐因《無法無天》事件的緣故，他放棄警長一職，改向參議員查莉·蘿恩自薦擔任她的保鑣，李歐和查莉一樣都支持廢除掉國定殺戮日。當查莉遭到新納粹傭兵的領導者厄爾·丹澤格追殺時，李歐多次幫助她並認識了商店老闆喬、員工馬可斯以及蘭妮等人。過程中，因李歐對他人產生的警覺而使得他與喬發生爭執，但後來和好。後來，李歐與反抗組織合作。在擊敗厄爾後，查莉讓他擔任了美國特勤局的局長，使他得以為成為總統的查莉繼續服務，而國定殺戮日也為此廢除。

## 備註
1. ↑  在《無法無天》中，該角的名字僅記作「警長」（片中未提及姓名），而在《大選之年》中則記作「李歐·巴恩斯」。

## 外部連結
- 互联网电影数据库上李歐·巴恩斯的资料